# سدیم پروپیونات
سدیم پروپیونات (به انگلیسی: Sodium propionate) با فرمول شیمیایی C۳H۵NaO۲ یک ترکیب شیمیایی با شناسه پاب‌کم ۸۷۲۴ است. که جرم مولی آن ۹۶٫۰۷ g/mol می‌باشد. 